# 가노카와정
가노카와정(鹿川町)은 히로시마현 사에키군에 있던 정이다. 현재의 에타지마시의 일부에 해당한다.

## 역사
- 1889년 4월 1일 - 정촌제 시행에 의해 사에키군 가노카와촌이 발족하였다.
- 1951년 1월 1일 - 정으로 승격해 가노카와정이 되었다.
- 1955년 4월 1일 - 다카타촌, 나카촌과 합병해 노미정이 신설하여 폐지되었다.

## 교통

### 항만
- 가노카와항

## 참고문헌
- 角川日本地名大辞典 34 広島県
- 『市町村名変遷辞典』東京堂出版、1990年。